# 夏居數
夏居數（琉球語：／  ?；？—1469年）是一位琉球國第一尚氏王朝時期的武將。和名越來親方賢雄（琉球語：／ ），以綽號鬼大城（琉球語：／ ）聞名於世。他最初的和名為大城賢雄（琉球語：／ ）。

## 概要
童名松金。其父榮野比大屋子相傳是具志川間切喜屋武城的按司，但他在夏居數年幼時已去世，因此夏居數隨母親與兩位弟弟在美里間切知花村大城（今沖繩市知花）成長。
根據《球陽記事》記載，夏居數「忠義剛直，武勇無比，骨骼異人，勢如狼虎」，因此被稱為「鬼大城」。尚泰久王將王女百度踏揚嫁給勝連按司阿麻和利時，夏居數以臣僕的身份隨行。不久之後，阿麻和利準備造反，夏居數得知後告知百度踏揚，隨後背負著百度踏揚連夜逃離勝連城。阿麻和利得知後派兵追趕，眼見追兵即將趕上，夏居數伏地高聲唱神歌，隨即暴雨驟降，追兵的火把熄滅，二人得以抵達首里城。最初尚泰久王不信，反以為二人私奔，打算將他們治罪；百度踏揚便欲自縊，尚泰久王才相信二人並非私奔並緊急下令加強首里城防務。未幾，阿麻和利率軍圍攻首里城，然而首里城已有準備，阿麻和利軍力不足，於是阿麻和利收兵返回勝連城。
阿麻和利退兵後，尚泰久王任命夏居數領兵攻打勝連城。夏居數率領弟弟夏居忠（大城賢休）、夏居勇（大城賢膺）二人以及軍隊前去圍攻，將阿麻和利困於城內。阿麻和利最終失利，堅守城池不出；夏居數為了突破僵局，裝扮成一位婦女混進城中，趁阿麻和利在城東的城牆上巡邏時將其暗殺，招誘守城士兵投降。然而夏居數的弟弟雙雙戰死。
夏居數凱旋而歸後，被尚泰久王授予越來間切總地頭職位，並迎娶百度踏揚為妻。
1469年尚德王逝世後，金丸尚圓王成功篡位，夏居數不願臣屬其下，故起兵反抗；在山北地區經過多次交戰後，夏居數最終躲入知花城旁的洞窟中自殺。也有一說其擁立尚圓王有功，並在第二尚氏時期仍獲重用。
夏居數的後代後來獲封摩文仁間切（今糸滿市摩文仁）的總地頭，因此他們家族又被稱為「夏氏摩文仁殿内」。
夏居數斬殺阿麻和利的刀為夏氏摩文仁殿內的傳家寶，在沖繩島戰役之後下落不明。

## 延伸阅读
- 蔡溫本. . 1725年.
- 蔡溫、尚文思、鄭秉哲等. . 1745年.

## 文献
- 沖繩大百科事典刊行事務局編. . 那霸: 沖繩時報. 1983年5月 （日语）.

## 外部連結
- 蔡溫本《中山世譜》 （页面存档备份，存于）